# Darina Apanaschenko
Darina Apanaschenko (Krivói Rog, 16 de mayo de 1986) es una futbolista ucraniana que juega como delantera en el Ankara BB Fomget GSK de la Superliga Femenina de Turquía. Es internacional con la Selección de Ucrania de la cual es capitana, máxima goleadora histórica y jugadora con más presencias dentro de la misma. 
Su primer equipo fue el Legenda Chernigov, con el que debutó en la Liga de Campeones en 2001, a los 15 años. Días antes debutó con la selección ucraniana.
El resto de su carrera la ha pasado en Rusia. Tras pasar por el Energiya Voronezh, en 2005 fichó por el Riazán VDV y en 2009 por el Zvezda Perm. Ese año jugó la final de la Liga de Campeones con el Zvezda y la Eurocopa (donde marcó un gol).

## Carrera
Legenda Chernigov,  Energiya Voronezh,  Riazán VDV (2005-2008),  Zvezda Perm (2009- )